# Gornal, Bhalki
Gornal là một làng thuộc tehsil Bhalki, huyện Bidar, bang Karnataka, Ấn Độ.